# Список (иконопись)

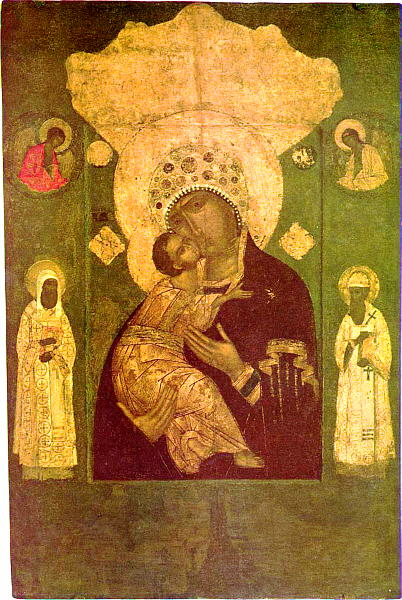
Волоколамская икона Божией Матери (список с Владимирской иконы), 1572 год, ЦМиАР

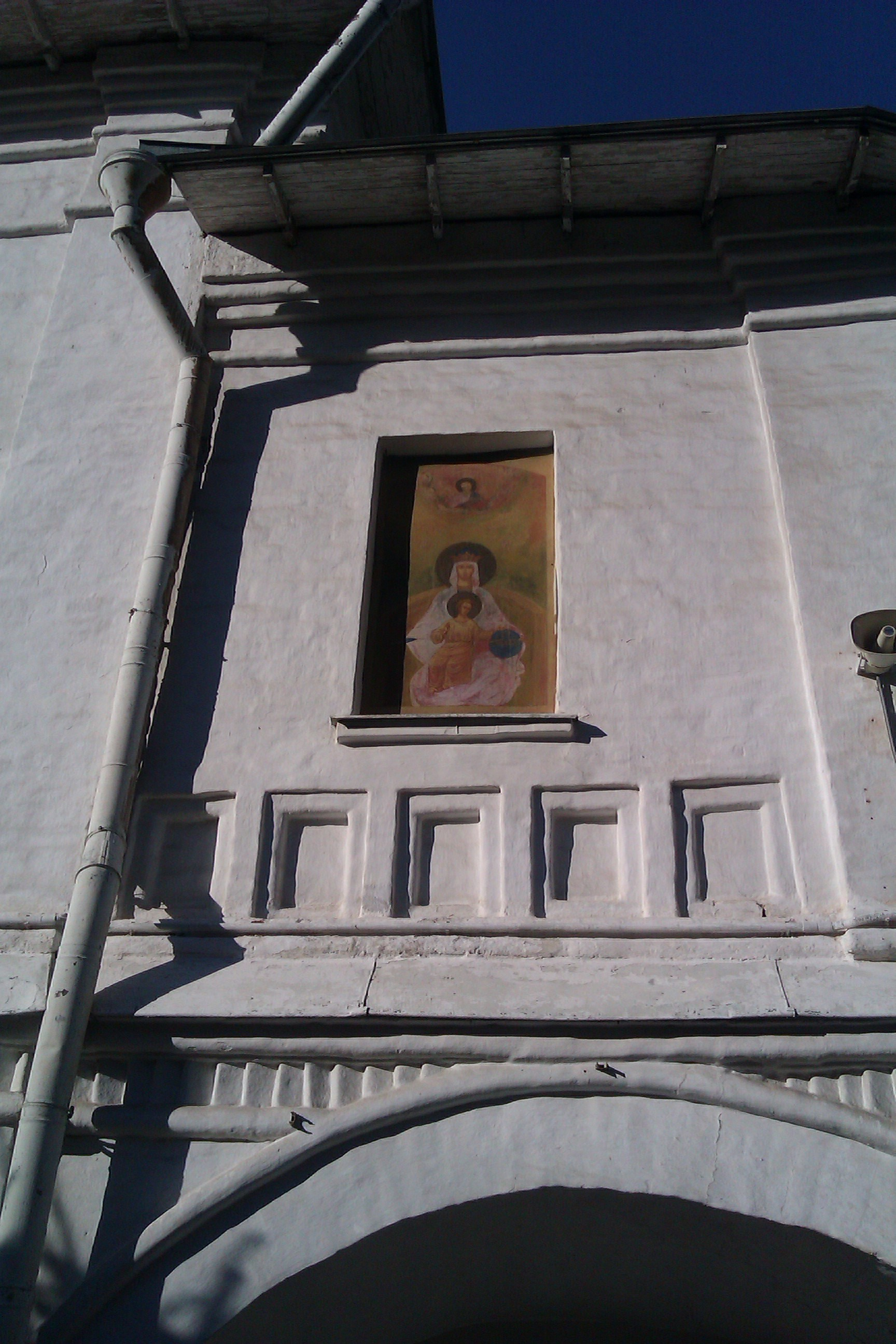
Список Державной иконы на стене Храма Казанской иконы Божией Матери

Спи́сок (от спи́сывать) — в иконописи икона, представляющая собой воспроизведение почитаемой иконы (протографа данного списка). В отличие от копии иконы, список в точности не воспроизводит оригинал. Также копия иконы может называться точным списком.

## Список и копия
По мнению архимандрита Рафаила (Карелина), в списке иконы сначала — содержание, а затем — форма. В копии сначала — форма, затем — содержание. В списке духовное единство передается через цвета и линии, а движение происходит от внутреннего к внешнему. В копии — от внешнего к внутреннему, но это внутреннее воспринимается через совпадение и сходство с образцом.

## Значение
В христианстве икона считается явлением Божественной истины, а иконописец при создании образа выполняет лишь роль посредника, проводника этой истины, поэтому прототип, копия и список по своему духовному значению равнозначны. Список имеет то же именование, что и оригинальная икона. Вопроса подлинности для иконы не существует, каждая каноническая икона подлинна, так как указывает на Божественный первообраз. Этим может объясняться большое количество разнотипных икон, возводимых преданием к одному источнику: каждый список может считаться в какой-то мере подлинником.